# Conservatori de Moscou

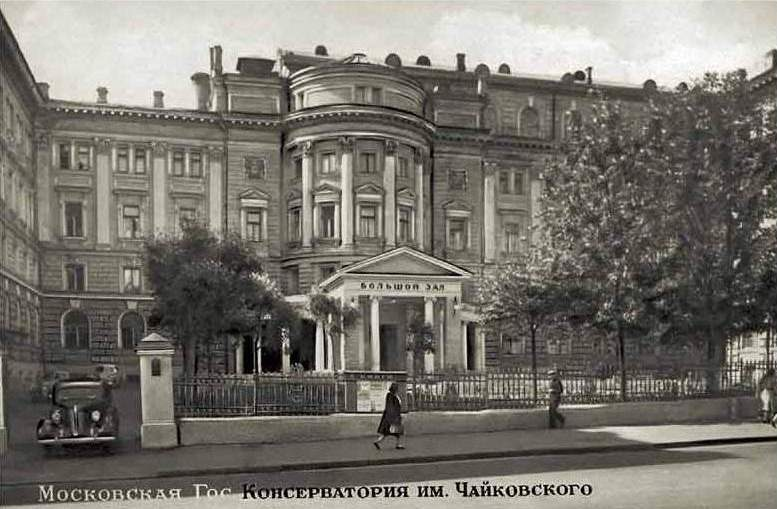
El Conservatori de Moscou l'any 1940

El Conservatori de Moscou (en rus: Моско́вская консервато́рия, Moskóvskaia konservatória) és una destacada escola de música a Moscou, Rússia.
Fou fundat en 1866 per Nikolai Rubinstein, germà del famós pianista i compositor rus Anton Rubinstein, el qual ja havia també fundat el Conservatori de Sant Petersburg en 1862. En l'apertura, Txaikovski fou nomenat professor de teoria i harmonia, lloc que ocupà fins al 1878. Des de 1940 el conservatori porta el seu nom.

## Persones il·lustres
Llista no exhaustiva d'alguns personatges que per algun motiu han tingut relació amb el conservatori:

#### Alumnes
- Zakhar Bron
- Dilorom Saidaminova
- Nikolai Klenovski
- Mikhaïl Pletniov
- Gueorgui Koniús
- Vladímir Aixkenazi
- Guennadi Rojdéstvenski
- Radu Lupu
- Gregor Piatigorsky

#### Professors
- Aleksandr Ziloti
- Karl Klindworth
- David Óistrakh

#### Altres
- Aleksei Aleksàndrovitx Nikolàiev
- Serguei Prokófiev
- Serguei Nutels
- Valéria Bàrsova
- Aleksandr Guédike
- Iuri Baixmet
- Serge Koussevitzky
- Nikolai Malkó
- Leonid Kógan
- Kiríl·l Kondraixin
- Natàlia Gutman
- Vladímir Rebikov
- Serguei Tanéiev
- Mikhaïl Ippolítov-Ivànov
- Gian Paolo Chiti
- Iuri Símonov
- Reinhold Glière
- Rodion Sxedrín
- Anton Arenski
- Aram Khatxaturian
- Dmitri Kabalevski
- Iedisson Deníssov
- Igor Óistrakh
- Emil Guílels
- Willem Kes
- Ievgueni Kissin
- Nikolai Miaskovski
- Mstislav Rostropóvitx
- Aleksandr Skriabin
- Nadejda von Meck
- Andrei Mikhalkov-Kontxalovski
- Dziga Vértov
- Henryk Pachulski
- Samuïl Samossud
- Max Erdmannsdörffer
- Gidon Kremer
- Alfred Schnittke
- Serguei Rakhmàninov
- Piotr Ilitx Txaikovski
- Marina Tchebourkina
- Nikolai Rubinstein
- Aleksandr Gretxanínov
- Sviatoslav Richter
- Elisso Virsaladze